# 尋甸府
寻甸府，明朝时设置的府，今云南省寻甸回族彝族自治县。
元朝的仁德府。明朝洪武十六年（1383年）十月辛未，升为仁德军民府。丁丑改寻甸军民府。成化十二年（1476年）改为寻甸府。嘉靖七年（1528年）十月徙治在凤梧山下。西南有落陇雄山，又有哇山。西有果马山，泉流为龙巨江，流入滇池。西南有三棱山，上有九十九泉，即盘龙江上源。东有阿交合溪。北有为美县，西有归厚县，元属仁德府，洪武十五年（1382年）三月沿用，寻废。东南有木密关，一名易龙堡，洪武二十三年（1390年）四月置木密关守御千户所。西南距云南布政司二百六十里。清朝康熙八年（1669年），寻甸府降寻甸州隶曲靖府。